# Ефект на идентифицируемата жертва
Ефектът на идентифицируемата жертва е склонността на човек да предостави по-голяма помощ, когато е свидетел на трудностите, с които се сблъсква конкретен, идентифицируем човек в нужда („жертва“) в сравнение с помощта, която е склонен да предложи когато със същите трудности се сблъсква голяма и неопределена група хора. Конкретните лица и истории често са по-силни двигатели на убеждаването в сравнение с абстрактните статистики. 
Ефектът се резюмира в израза (често, но вероятно неправилно приписван на Йосиф Сталин) „Смъртта на един човек е трагедия, смъртта на милиони е статистика“. Друг цитат, с който може да се направи паралел, е на Йосиф Бродски: „Може би вече няма да ни се удаде да спасим света, но отделния човек винаги можем“.

## Произход на термина
Ефектът на идентифицируемата жертва, под каквото название е популярен феноменът, обичайно се смята, че е концептуализиран от американския икономист Томас Шелинг. Той пише, че нещастието, което сполетява конкретен човек, предизвиква "тревожност и сантимент, чувство на вина и страхопочитание, чувство на отговорност и набожност, [но]… повечето от тези разтърсващи чувства изчезват, когато боравим със смъртта в статистически порядък".

## Обяснения
Jenni and Loewenstein (1997) предлагат четири възможни обяснения за ефекта на идентифицируемата жертва.

### Ex postсрещуex anteоценка
Решението да се помогне на идентифицируемата жертва се взема ex post, т.е. след като жертвата е изпаднала в беда. За сравнение, решението да се спаси потенциална, неназована жертва често се взема ex ante, т.е. е превантивна мярка, целяща жертвата да избегне бедата. Когато хората претеглят рисковете, свързани с непомагането на жертвата, те взимат предвид вероятността да се почувстват отговорни и да им бъде вменена вина. Тази вероятност е много по-голяма при идентифицируеми жертви, отколкото при статистически такива, тъй като никой не може с точност да предскаже вероятността в бъдеще да се случи дадена трагедия и следователно не може да бъде държан отговорен за трагедии, които в бъдеще могат да настъпят. Това обяснение е най-близко до разсъжденията на Томас Шелинг от статията, в която обяснява феномена.
Изследването на Jenni and Loewenstein от 1997 година не открива доказателства, че оценката на ситуацията ex post в сравнение с тази ex ante допринася за проявлението на ефекта на идентифицируемата жертва, но изследването на Small and Lowenstein от 2003 година открива такива.

### Нагледност
Идентифицируемите жертви са разпознаваеми личности. Детайлите относно затрудненията, с които те се сблъскват, фамилната им история, образователния им ценз и т.н. се споделят чрез медиите и достигат вниманието на аудиторията. Историите са емоционални, като жертвите често се изобразяват като невинни и безпомощни. Снимки и видео на жертвата често са споделят, и аудиторията проследява проблема в реално време. Изследванията показват, че хората реагират повече на конкретна, графична информация отколкото на абстрактна, статистическа информация . Нагледността на идентифицируемите жертви създава чувство на познатост и социална близост (обратното на социална дистанцираност).
Изследванията на Bohnet and Frey (1999) и на Kogut and Ritov (2005) откриват, че назоваността допринася за проявата на ефекта. Друго изследване на Kogut and Ritov (2005) открива, че даренията в полза на дете в нужда се увеличават когато се публикуват името и снимката на детето. Jenni and Loewenstein (1997) не наблюдават ефекта на нагледността.

### Ефект на определеността, предразположеност към риск, страх от поемане на рискове
Ефектът на определеността и предразположеността на риск взаимно се подсилват. Ефектът на определеността е склонността да се отдава диспропорционално по-голяма тежест на сигурните изходи в сравнение с несигурните . Последствията за идентифицируемите жертви се разглеждат като сигурни, докато последствията за статистическите жертви се разглеждат като вероятностни . Изследване показва също така тенденция хората да бъдат по-предразположени към риска що се отнася до загубите. При един и същ залог, една сигурна загуба се разглежда по-негативно от една несигурна загуба. Тясно свързана с този ефект е тенденцията хората да изпитват страх от загубите. Те разглеждат спасяването на живота на статистическата жертва като печалба, докато спасяването на идентифицирумата жертва – като избягване на загуба. В съвкупност двата ефекта водят до това хората да са по-склонни да помагат на известни, определени жертви, отколкото на статистически, неопределени такива.

### Реакция в зависимост от относителния размер на референтната група
Концентрираният в едно лице риск се приема за по-голям от същия риск, разпределен върху по-голям брой хора. Идентифицируемата жертва съставлява референтна група сама по себе си; ако жертвата не получи помощ, тогава цялата референтна група ще загине. В изследването на Jenni and Loewenstein субектите в експеримента демонстрират чувствително повече желание да помагат за намаляване на риска когато по-голям процент от хората в референтната група са в риск. Този резултат е толкова изненадващ, че Jenni and Loewenstein предлагат ефекта на идентифицируемата жертва да се преименува на „Ефект на процента спасени от референтната група“.